# 岩石紋理
岩石紋理（英語：texture）或岩石微觀結構 是指岩石中的組成物質之間的關係。 最普通的紋理分類是：晶體（交錯生長或互鎖的晶體）、碎片、隱晶質（晶體肉眼看不到）和玻璃狀（非晶質小顆粒）。 晶體圖形學是研究岩石中顆粒或晶體之間的幾何方面結構，包括選向。紋理分類亦可量化。 最通用的參數是晶體尺寸分佈。這些分類即可描述石的物理的外觀及特徵，包括粒度、形狀、排列和其他特性。結晶紋理包括顯晶質、葉理層和斑狀。 顯晶質紋理是指肉眼可見的互鎖晶體。葉理層紋理是指由變質而構成的層狀顆粒。 斑狀紋理是指一種較大的碎片（斑晶）嵌入由更細顆粒的基質中。碎片紋理包括普通碎屑、生物碎屑和火山碎屑。 選向紋理是變質岩的紋理，其中顆粒皆爲扁平狀（不均勻），而且它們的平面向同一的方向排列。